# Romii din Imperiul Otoman
În cursul evoluției sale, Imperiul Otoman (1299 – 1922) a fost unul dintre cele mai puternice imperii ale lumii, de-a lungul existenței sale reușind să aibă o influență uriașă asupra istoriei mondiale dar și asupra unui număr considerabil de popoare, printre care și romii. Având în vedere preponderența cu care această minoritate etnică s-a stabilit în Balcani, teritoriu istoric vorbind influențat considerabil de Imperiul Otoman, se poate astfel vorbi despre o cultură romă de sinteză balcano-otomană.

## Surse istorice - prezența în imperiu a romilor

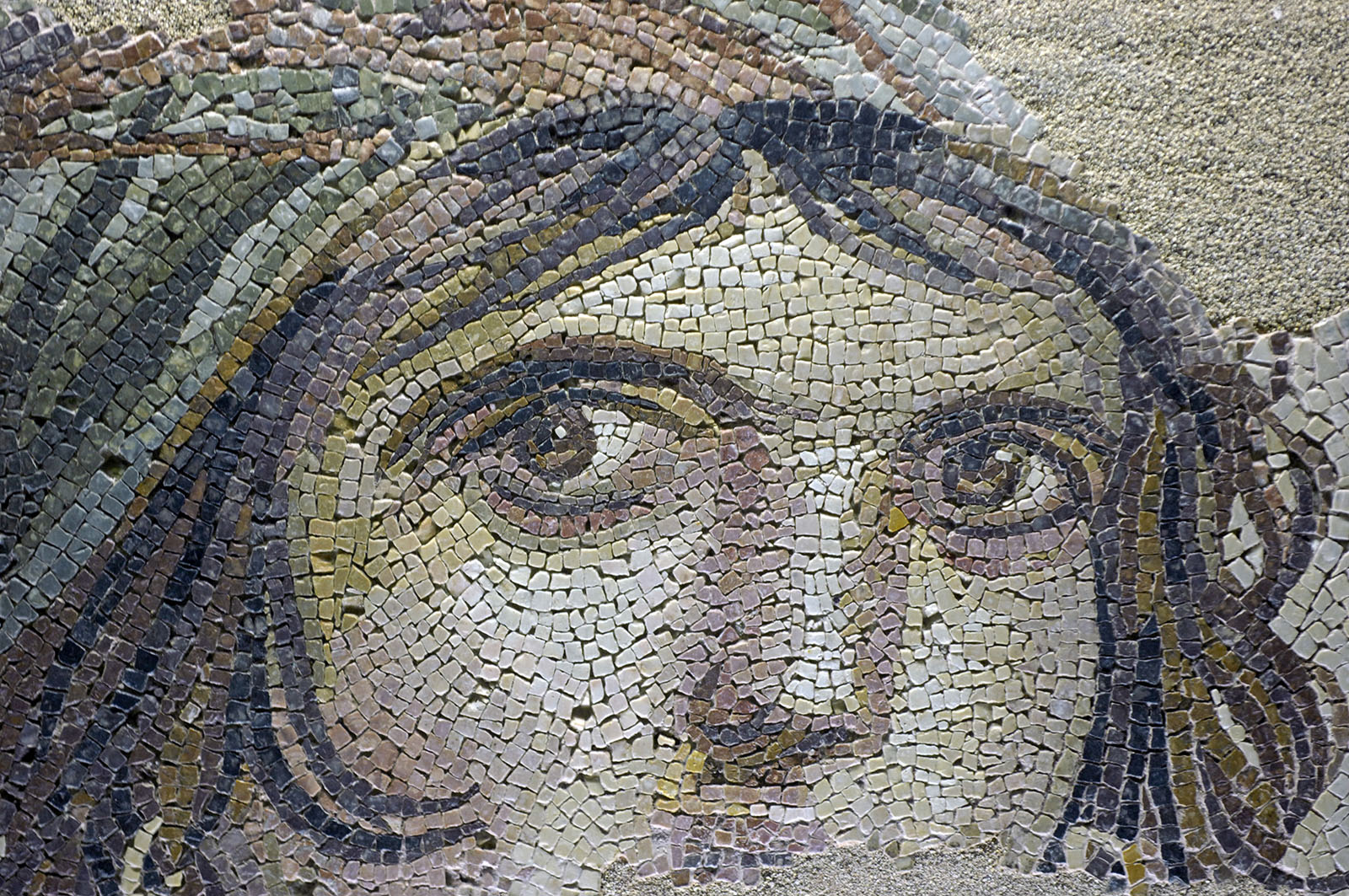

## Ocupațiile romilor în Imperiu

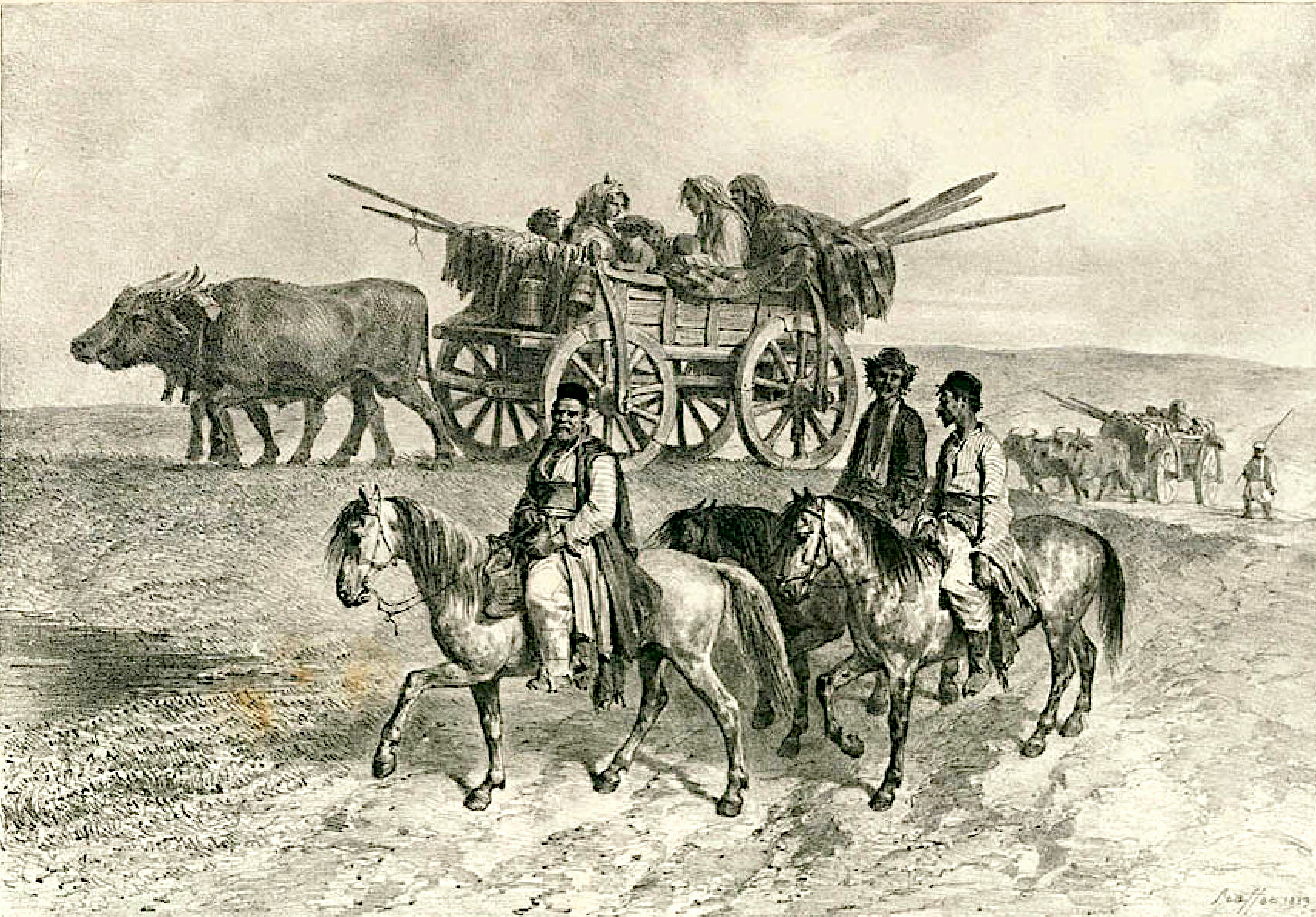
Romi agricultori

## Romii și căderea Imperiului Otoman

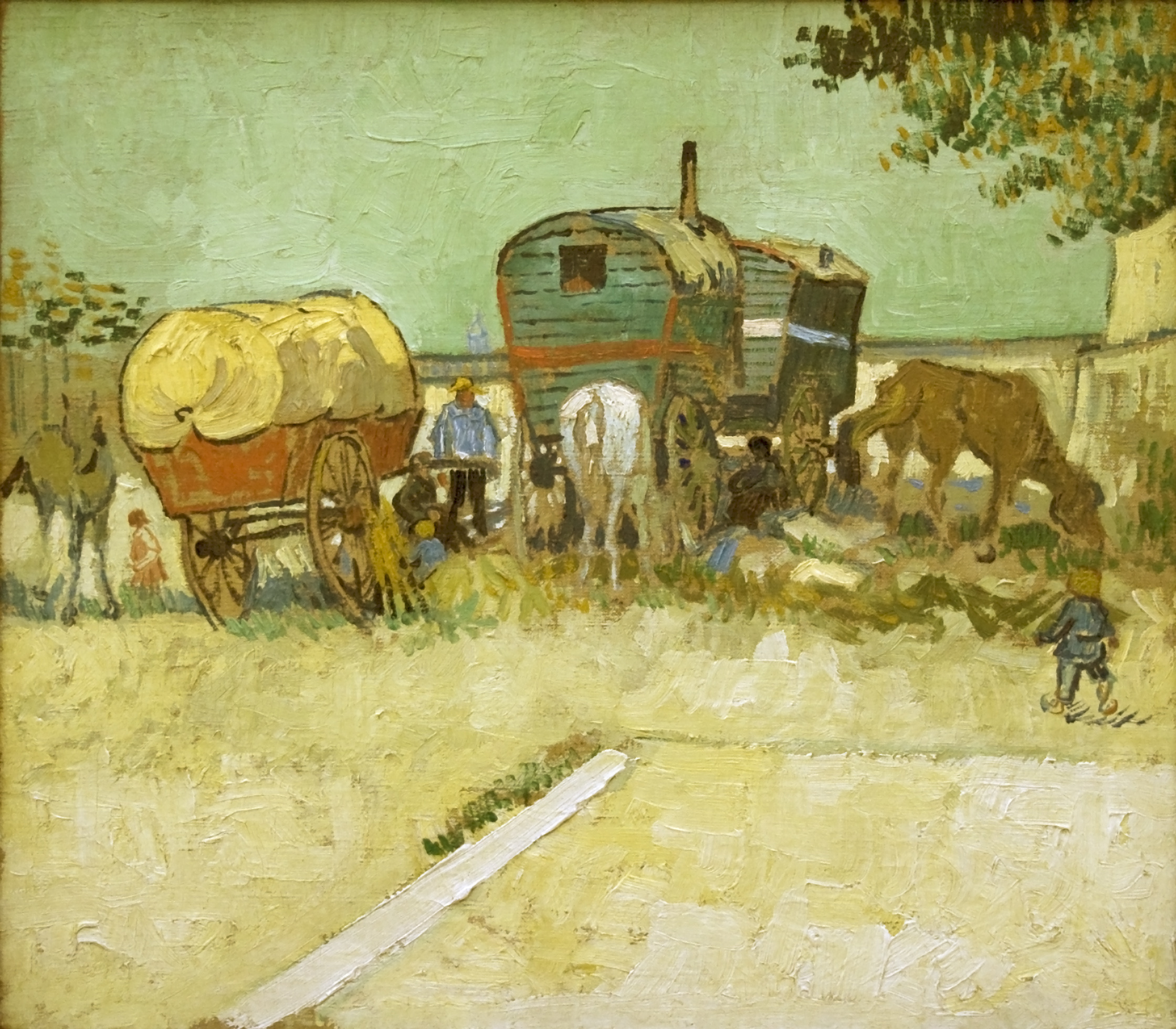
Caravane rome nomade